# Selfie
Pour les articles homonymes, voir Selfie (homonymie).

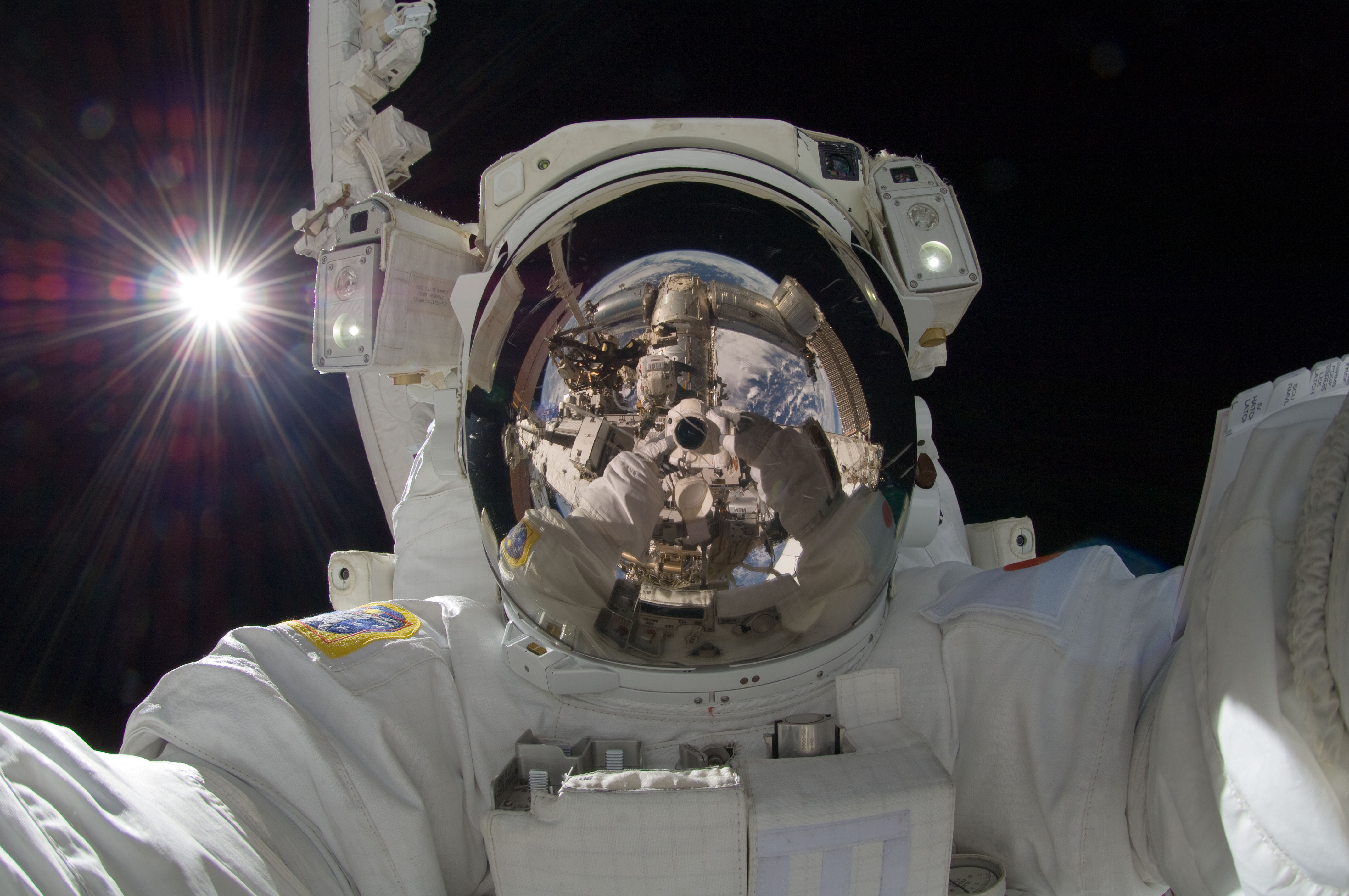
L'astronaute Akihiko Hoshide de la Station spatiale internationale réalisant un selfie dans l'espace lors d'une sortie extravéhiculaire, le 5 septembre 2012.

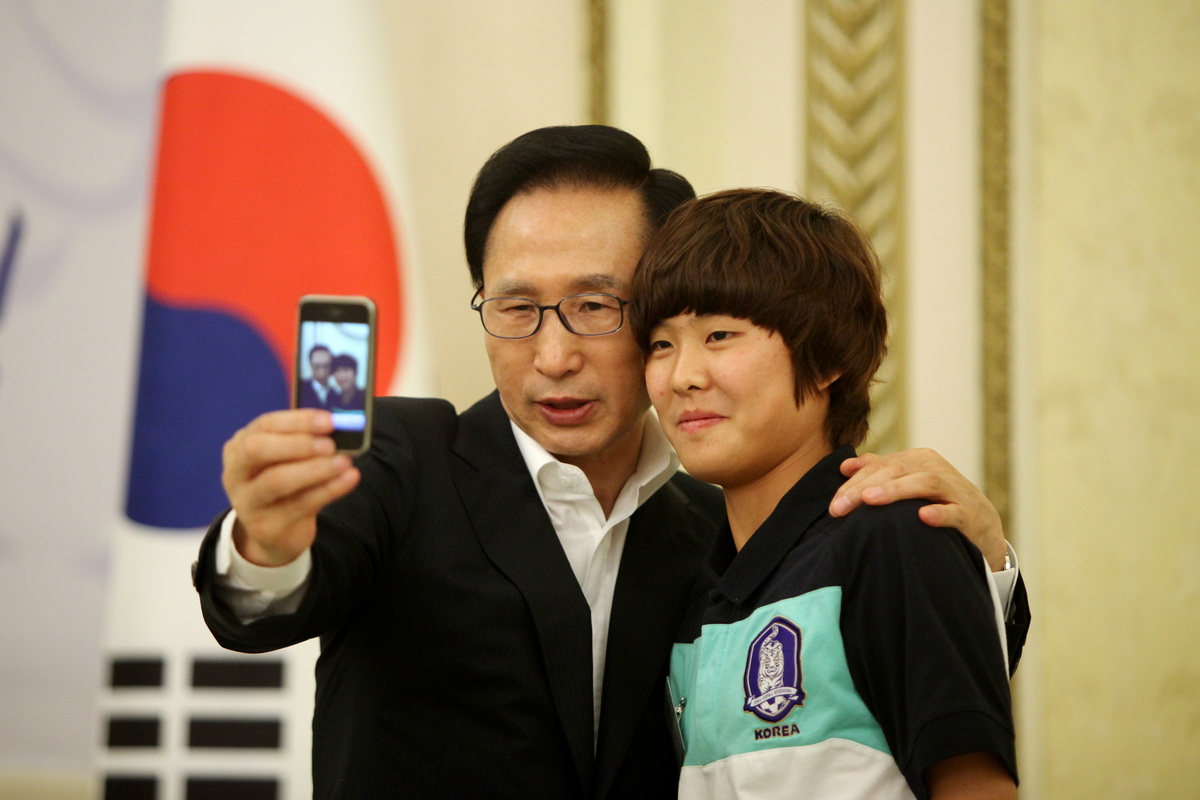
Le président sud-coréen Lee Myung-bak prenant un selfie avec la footballeuse Ji So-yun en 2010.

Un selfie, aussi appelé egoportrait,, ou autophoto en français canadien, est un autoportrait photographique pris dans un contexte social (en couple ou au sein d'un groupe), festif ou touristique (avec un arrière-plan célèbre) avec un smartphone, soit tenu à bout de bras, soit fixé au bout d'une perche à selfie.
Généralement pris sur le vif, un selfie est habituellement réalisé avec un appareil photographique numérique, un téléphone mobile (smartphone ou photophone), voire une webcam. Il est ensuite souvent partagé avec d'autres personnes par l'intermédiaire de MMS ou téléversé sur les réseaux sociaux pour, notamment, attester de sa présence sur un lieu ou auprès de quelqu'un (notamment lors d'une photo volée ou consentante aux côtés d'une célébrité), indiquer son profil utilisateur ou son avatar sur un réseau social, partager son état du jour ou publier certaines scènes particulières (tel le sexting d'Anthony Weiner en 2011).
À l'origine, le selfie désigne l'autoportrait fait par le détenteur de l'appareil numérique mais, par abus de langage, il peut aussi désigner des photos montrant la personne en question réalisées par quelqu'un d'autre, voire le cliché d'une autre personne (youie, terme classé comme un rétronyme) des photos de groupe (group selfie, groupie ou ussie) ou même de simples objets (shelfie).

## Historique

### Origines

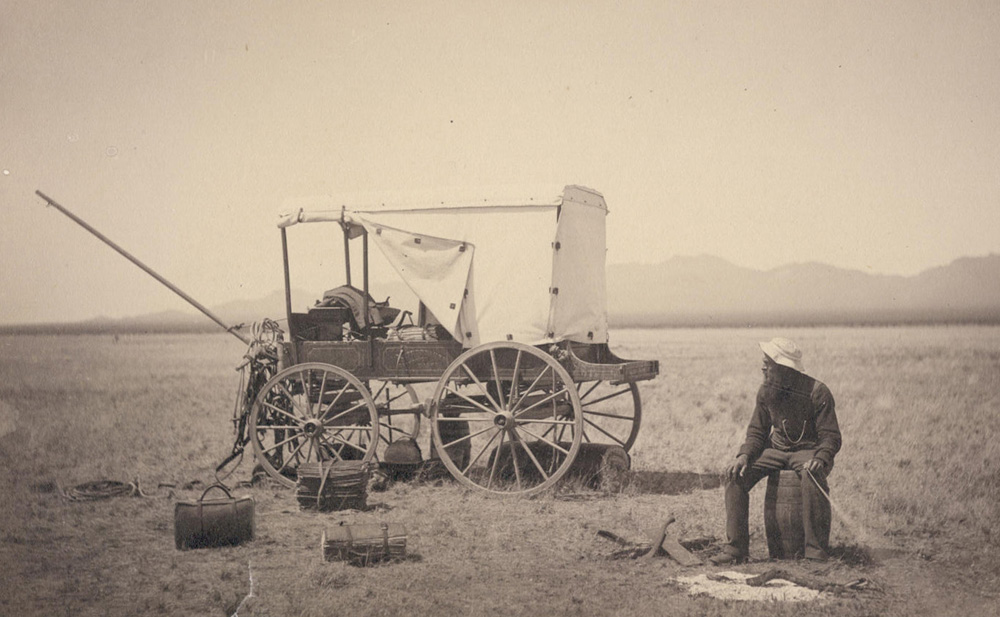
Autoportrait de Cyrus Pringle, effectué à l'aide d'une corde que l'on devine en mouvement en bas à droite de la photo.

La première apparition du terme argotique de selfie connue est son emploi en septembre 2002 dans le forum australien en ligne ABC Online (en) par un jeune homme ivre, le mot se développant d'abord dans ce pays (avec la mode de rajouter le suffixe « ie » à un terme argotique pour le rendre plus attachant) avant d'être utilisé couramment en 2012 dans les médias traditionnels du monde entier,.
Son utilisation devient notable vers 2004 puis est expliquée dans un manuel de photographie écrit par Jim Krause l'année suivante. La pratique de ces autoportraits numériques s'est en effet entre-temps développée dans les réseaux sociaux : MySpace au début des années 2000 (le selfie y est appelé MySpace pic), puis connaît son apogée avec l'avènement de Facebook à la fin des années 2000, ou de Tumblr et Instagram un peu après, et le développement des appareils photo frontaux sur les smartphones. Le Petit Larousse illustré accueille le néologisme dans son édition 2015 ; un an plus tard, le Petit Robert en consacre l'usage dans la langue française. Au Québec, le terme est traduit par « autophoto », « autoportrait » ou « égoportrait »,.

### De nos jours

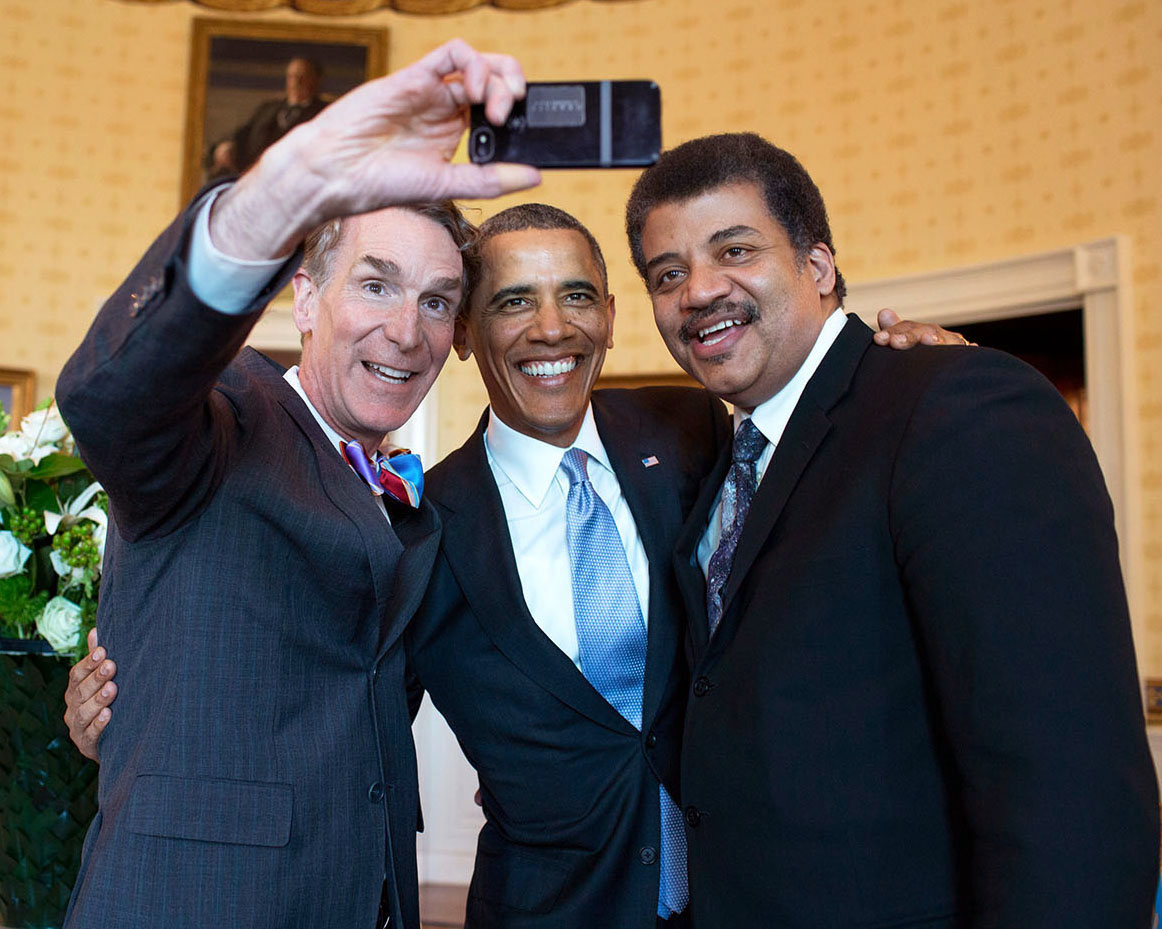
Bill Nye prenant un selfie avec le président Barack Obama et Neil deGrasse Tyson à la Maison-Blanche, le 28 février 2014.

Des applications mobiles sont spécifiquement dédiées à la prise de selfie, telles que Shots of Me (en) ou Snapchat. L'art performance s'en est emparé (Disembodied Selfie, « Autoportrait désincarné » de Xavier Cha à la Biennale d'art contemporain de Lyon en 2013, des expositions lui sont consacrées,), et le terme « Selfie » a été élu mot de l'année 2013 par les Dictionnaires d'Oxford,. L'usage du tag, hashtag ou mot-clic #me, #selfshot, et #selfie est largement répandu sur les réseaux sociaux,.
Le selfie, considéré par certains comme un « narcissisme décomplexé », est devenu un outil de communication, ou de reconnaissance sociale omniprésent sur internet. En août 2013, un selfie du pape François entouré de jeunes et prise par l'un d'entre eux est diffusée sur internet. Mais de nombreuses personnalités cèdent régulièrement à la tendance, telles que la famille Clinton, Bill Gates, le mannequin Cara Delevingne habituée du selfie, des stars de la musique ou du cinéma, ou des personnalités politiques,. Kate Losse, anciennement chez Facebook et journaliste au New Yorker précise que « c'est désormais tellement facile de prendre des photos et de les partager que tout le monde s'y met. » Pour les adolescents ultra-connectés et parfois obsédés par la célébrité, « le selfie fait partie intégrante de [leur] communication », c'est un « moyen d'expression » écartant « les plus discrets ou les plus fragiles ». Parfois l'autoportrait, qui devait rester privé, est répandu sur internet et entre dans la postérité, à l'image de Scarlett Johansson nue de dos devant son miroir.
En juin 1998, le journaliste François Granet, alors rédacteur en chef-adjoint de la revue française L'Automobile Magazine, réalise l'un des premiers sujets[réf. nécessaire] 100% selfie : il demande aux principaux pilotes des 24 Heures du Mans auto de glisser un appareil photo jetable dans la poche de leur combinaison et de se prendre eux-mêmes en photos au fil de l'épreuve, en veillant à chaque fois à être présent sur l'image. Les pilotes vont se prêter au jeu, certains « s'autoportraitisant » en action, alors qu'ils sont au volant dans les Hunaudières[réf. nécessaire]. Les trois vainqueurs de l'épreuve, Laurent Aïello, Allan McNish et Stéphane Ortelli, pousseront l'exercice jusqu'au bout en immortalisant leur victoire depuis le podium, face à la foule, puis dos à la foule. Le cliché sera élu « image de la semaine » par le magazine anglais Autosport.[réf. nécessaire]

### La culture du selfie japonais
Le selfie moderne a des origines dans la culture kawaii japonaise (mignonne), qui implique une obsession d'embellir l'autoreprésentation sous des formes photographiques, en particulier chez les femmes. Dans les années 1990, l'autophotographie devient une préoccupation majeure des écolières japonaises. Elles se prenaient en photo avec des amis, et échangeaient des copies qui pouvaient être collées dans des albums kawaii. Cela a inspiré un jeune photographe, Hiromix (Hiromi Toshikawa), à publier un album de journal photo intitulé Seventeen Girl Days, incluant nombre de photos « autoposantes », dont un selfie pionnier tourné en tenant la caméra devant elle. Elle est devenue célèbre au Japon quand son album a été reconnu par le fabricant d'appareils photo Canon (en 1995).

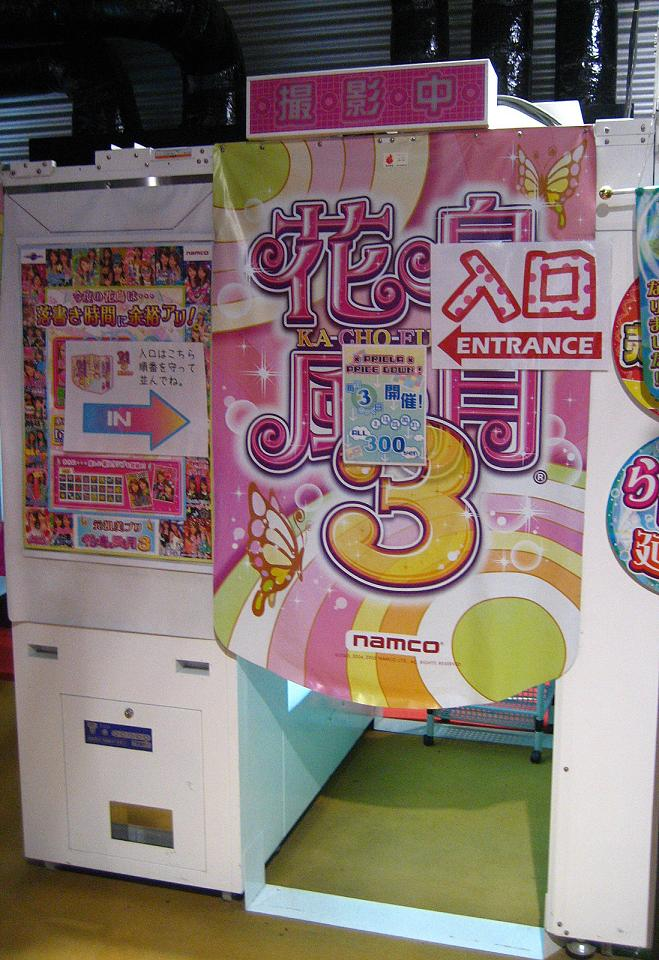
Un stand d'autocollants photo purikura dans la ville de Fukushima. Le premier purikura a été introduit par Sega et Atlus en 1995.

L'appareil photo Minolta Disc-7 de 1983 avait un miroir convexe sur le devant pour faciliter l'autoportrait, et son emballage montrait l'appareil photo monté sur une perche à cette fin. Un « extenseur télescopique » pour les appareils photo compacts portatifs avait déjà été breveté par Ueda Hiroshi et Mima Yujiro en 1983, et un bâton à selfie figurait en 1995 dans un livre dur 101 inventions japonaises inutiles. Il deviendra cependant populaire au début du XXIe siècle.
Le selfie numérique tire en partie son origine du purikura (raccourci japonais de Purinto Kurabu pour « Print Club », club d'impression), qui sont des cabines d'autocollants photo japonais, introduites par l'industrie japonaise des jeux vidéo au milieu des années 1990.
Un purikura est une sorte de croisement entre une cabine de photo d'identité et un jeu vidéo d'arcade. Un ordinateur y est connecté à une caméra vidéo couleur et une imprimante couleur, permettant de manipuler l'image numérique avant impression, notamment pour produire l'effet kawaii. L'ordinateur présente un choix de décors, de bordures, de décorations insérables, d'icônes ainsi que des options de texte, des extensions (de cheveux, diadèmes en diamant scintillant, etc.), et des effets de lumière adoucie. Le purikura est devenu un divertissement populaire chez les jeunes japonais, puis en Asie de l'Est, dans les années 1990. Ces filtres photographiques étaient similaires aux filtres Snapchat qui sont apparus plus tard dans les années 2010. Les fonctionnalités photographiques de purikura ont ensuite été adoptées par des applications pour smartphones telles qu'Instagram et Snapchat, notamment le griffonnage de graffitis ou la saisie de texte sur des selfies, l'ajout de fonctionnalités qui embellissent l'image et des options d'édition de photos telles que des moustaches de chat ou des oreilles de lapin.

### Popularisation à l’étranger
Hors d'Asie de l'Est, le concept de téléchargement de photos de groupe prises sur Internet, bien qu'avec un appareil photo jetable au lieu d'un smartphone, remonte à une page Web créée par des Australiens en septembre 2001, y compris des photos prises à la fin des années 1990 (capturées par Internet Archive en avril 2004),,.
Le 13 septembre 2002, le mot « selfie » est apparu dans un forum Internet australien - le Dr Karl Self-Serve Science Forum de Karl Kruszelnicki - dans un article de Nathan Hope. Hope a plus tard dénié avoir inventé le terme, le décrivant comme "quelque chose qui n'était qu'un argot courant à l'époque, utilisé pour décrire une image de vous-même", il a écrit ce qui suit: "Hum, ivre à 21 ans, j'ai trébuché et j'ai atterri la lèvre en premier (avec les dents de devant arrivant très près en deuxième position) sur une série de marches. J'avais un trou d'environ 1 cm de long à travers ma lèvre inférieure. c'était un selfie. "
Le téléphone mobile Sony Ericsson Z1010, sorti fin 2003, a introduit sur les marchés occidentaux le concept d'une caméra frontale, utilisable pour le selfie et les appels vidéo. Ces caméras se sont ensuite généralisées sur les appareils mobiles, tels que l'iPhone 4 (2010), contribuant à populariser le selfie dans le monde entier.
En 2011, le service de partage de photos et de réseaux sociaux Instagram a introduit des filtres automatiques, permettant aux utilisateurs de modifier facilement leurs photos. En 2013, le mot selfie a été ajouté au Oxford English Dictionary.

### Variantes, tendances

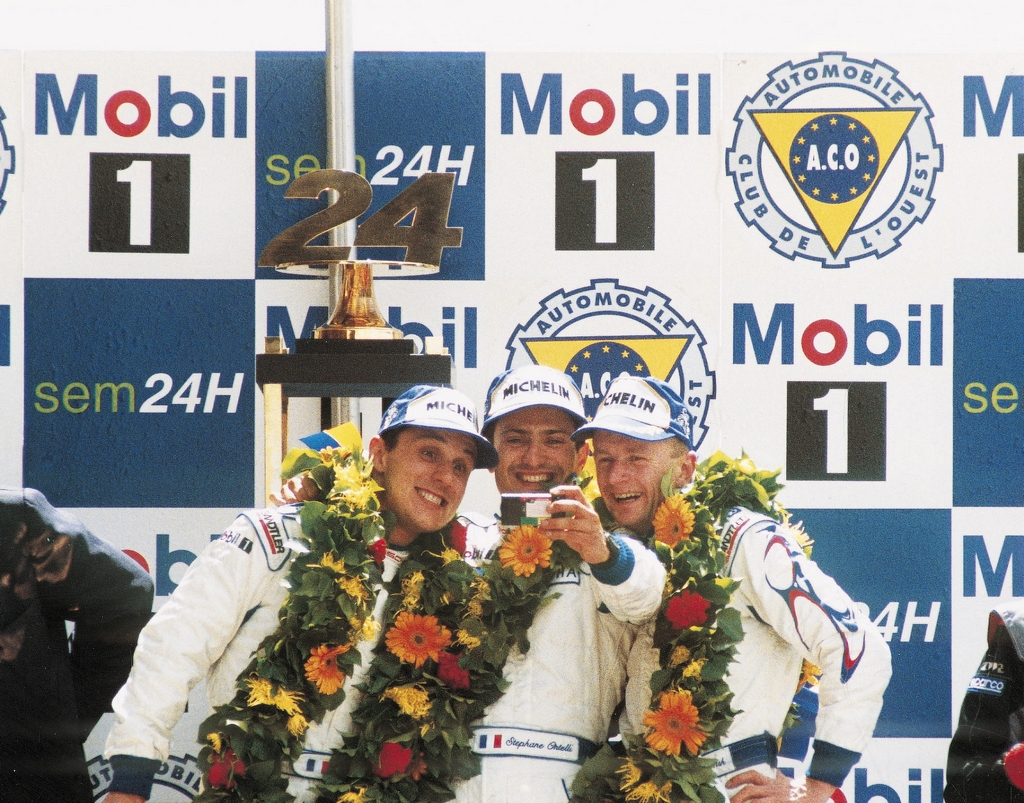
Laurent Aïello, Stéphane Ortelli et Allan McNish, vainqueurs des 24 Heures du Mans 1998, font un selfie qui sera publié dans un reportage.

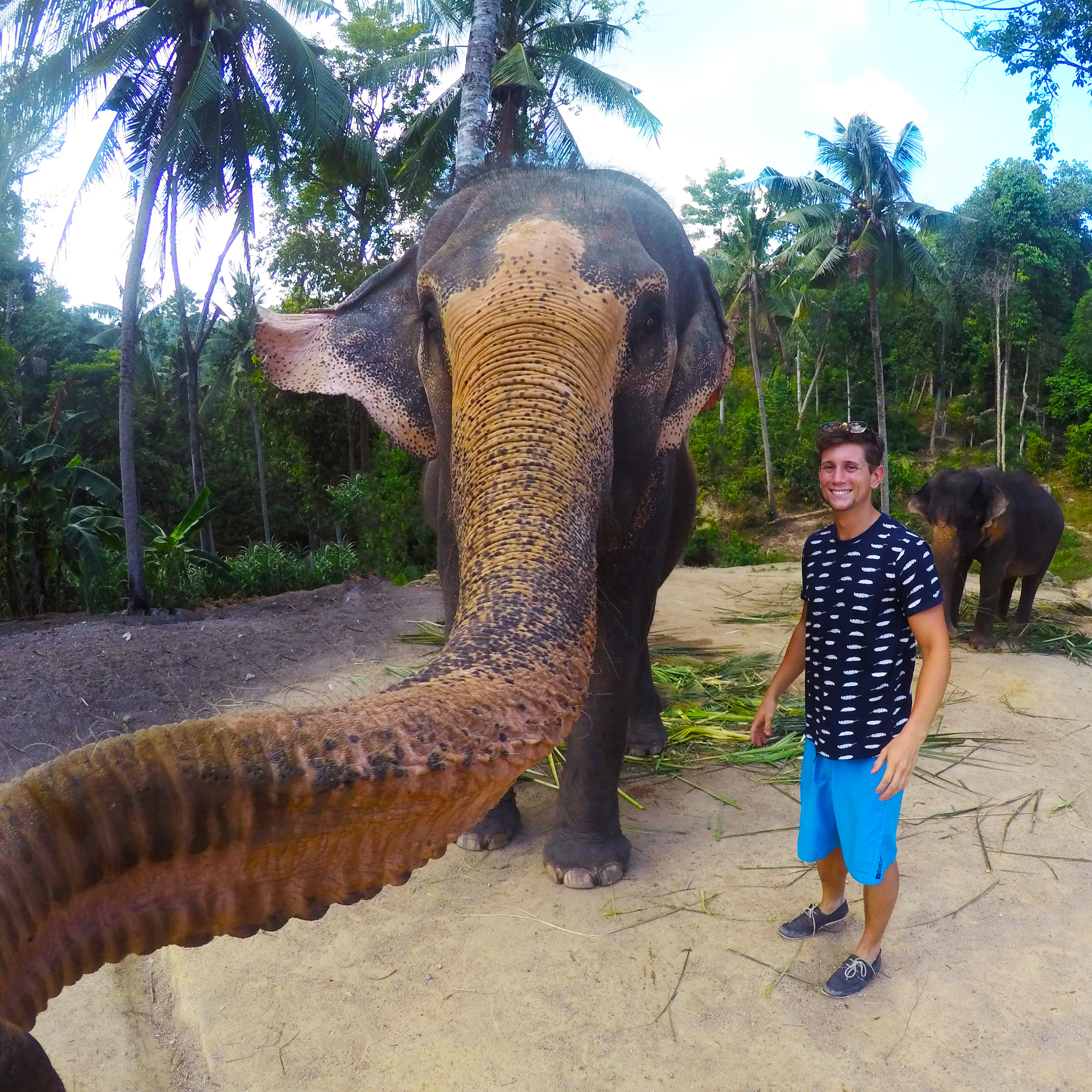
Autoportrait accidentel par un éléphant avec une caméra GoPro à Ko Pha Ngan, Thaïlande.

La photo peut être prise avec le portrait légèrement incliné, pour mieux capter le regard, mais aussi sous de nombreuses autres variantes :
- selfie duck face (la bouche en bec de canard)[15] ;
- selfie miroir ;
- selfie enlaidisseur ;
- legsie (montrant ses jambes nues étendues dont le hot-dog legs selfie en contre-plongée) ;
- cadré sur les cheveux (helfie), ou la poitrine féminine (breastie)[35], vu de fesse (belfie)[36] ;
- pris ivre (drelfie) ou nu (nelfie)[37] ;
- avec son chien (delfie)[38] ;
- objet sur une étagère (shelfie, notamment devant des bibliothèques pleines de livres, le bookshelfie), en incluant la présence du photographe ;
- en montrant sa musculature (welfie) ;
- comprenant une personne seule ou bien en groupe (group selfie, groupie ou ussie, notamment les selfies de famille, le relfie[39] ou en duo pour le selfie d'amoureux) ;
- avec un intrus faisant irruption dans le cadre (selfie photobomb)[40] ;
- selfie pendant des obsèques[41] ;
- après l'acte sexuel[42] ;
- séquence vidéo à l'aide d'un drone volant, commençant par un plan serré sur la personne et s'achevant par un plan aérien montrant le paysage spectaculaire (dronie)[43] ;
- selfie d’animaux.

Le selfie est souvent fait après une certaine « mise en scène ». Depuis le milieu des années 1990, il tend à être publié sur les réseaux sociaux, de plus en plus souvent après un traitement par des filtres photographiques. Cette démarche relève de ce que les sociologues de l'image appellent l'auto-représentation numérique filtrée (ou FDSR pour Filtered Digital Self-Representation en anglais). 
Plus récemment des smartphones permettent à l'utilisateur de produire un clip vidéo où l'auteur se fait parler par la bouche d'un emoji grand format (dit Animoji), qui suit en temps réel les mouvements de son visage et de sa tête. Après les gadgets-emoji de type « caca », « licorne » ou « robot », l'usager peut créer un "Memoji" personnalisé selon son apparence réelle, selon l'image qu'il voudrait donner, ou selon un fantasme.
Certains observateurs craignent que ces gadgets de la communication éloigne leurs jeunes utilisateurs de la réalité, notamment car ces technologies se rapprochent de plus en plus de celles des « deepfakes » par exemple utilisées pour fabriquer de fausses images et discours de politiciens ou de fausses vidéos de célébrités semblant se livrer à des actes pornographiques,, ; « leur réalisme quasi parfait fait planer le spectre d'un monde numérique « post-authentique », dans lequel on ne peut plus se fier à l'évidence de nos yeux et de nos oreilles ». Il peut aussi exacerber le brouillage de la distinction entre réel et réalité virtuelle, créant ou aggravant des problèmes de dysmorphie corporelle, notamment chez les adolescentes et les jeunes femmes.

## Usages marketing
Le selfie de groupe pris par Bradley Cooper pendant les Oscars 2014 et mis en ligne sur Twitter par Ellen DeGeneres est l'une des photos les plus retweetées de l'Histoire et se révèle être un placement de produit de Samsung, commanditaire de la soirée, pour promouvoir son Galaxy Note 3, placement qui peut être estimé entre 800 millions et 1 milliard de dollars selon Maurice Lévy. Ce selfie bat le précédent record, 778 801 retweets du selfie de Barack Obama à la suite de l'élection présidentielle américaine de 2012.
Le 1er avril 2014, le joueur de baseball David Ortiz prend un selfie avec le président américain Barack Obama, sans que ce dernier sache qu'il s'agissait d'une publicité déguisée, le joueur de baseball ayant un contrat de sponsoring avec le fabricant de téléphones Samsung. La Maison-Blanche a fortement condamné la méthode trompeuse et s'est engagée à poursuivre le fabricant de téléphones devant les tribunaux.
À Taïwan, un entrepreneur créé[Quand ?] un « manche à selfie », une baguette qui porte et stabilise le téléphone lors de la prise de photo, communément appelé perche à selfie.

## Approche anthropologique
La mode du selfie a suscité un certain nombre d'études critiques.
Plusieurs auteurs caractérisent la mode du selfie comme une manifestation narcissique, un amour de soi ou de sa propre image irraisonné, aboutissement de l'individualisme dans les sociétés postmodernes,. Par exemple, pendant la campagne présidentielle aux États-Unis en 2016, il est arrivé que l'ensemble du public tourne le dos à la candidate Hillary Clinton afin de réaliser des selfies, attitude qui apparaît comme le comble du narcissisme.
Le selfie, selon Éric Sadin, est destiné à louanger l'individu[réf. incomplète]. D’après le psychiatre Laurent Schmitt, le selfie correspond à une image presque parfaite de soi-même, qui ne correspond plus forcément à la réalité. Selon lui, le selfie est même devenu un langage commun dans lequel l'individu exprime sa personnalité de manière hypertrophiée.
Au milieu des années 2010, des essais explorent la nature de ce « phénomène socio-culturel », d'un point de vue sociologique, esthétique, philosophique, psychologue et moral, et mettent en lumière la manifestation d'une stratégie communicationnelle qui vise à compenser la perte du réel dans une société contemporaine où l'écran est miroir du monde,. L'historien André Gunthert rappelle que l'utilisation de daguerréotypes, à l'époque, a été qualifiée également de pratique narcissique. Il rappelle aussi que les selfies réalisés sont souvent collectifs, loin de l'autoportrait, et incorporent couramment de l'humour et de la dérision. La vraie nouveauté pour lui, c'est que ces images ne sont pas classées dans un album ou accrochées au mur, mais communiquées par réseau. C'est une forme d'expression sociale, un « embrayeur de conversation ». Il prend également l'exemple d'un selfie ancien, antérieur au terme lui-même, la photo polaroïd prise d'elles-mêmes par Thelma et Louise, dans le film du même nom (le film de Ridley Scott), qui est une façon pour les deux héroïnes d'affirmer avec force et humour leur autonomie.

## Controverses

### Selfies de singe

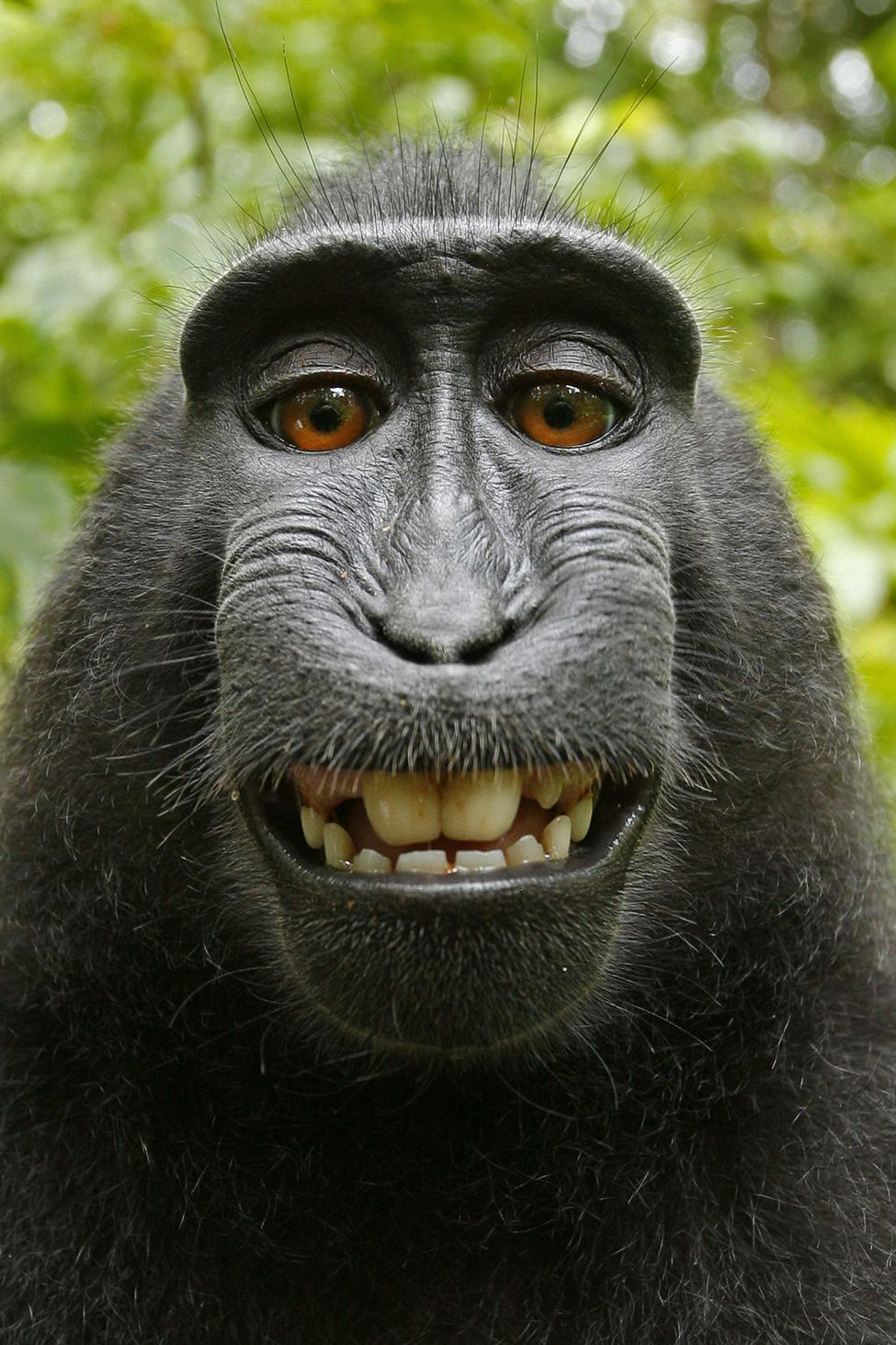
Autoportrait pris par un macaque nègre ayant volé l'appareil-photo du photographe animalier David Slater (remarque : la photo a été recadrée).

En 2014, une polémique surgit entre le photographe animalier David Slater et le site Wikipédia, concernant un selfie pris par une macaque nègre (Macaca nigra). David Slater a protesté lorsque la photo de cette macaque femelle, prise sur l’île de Sulawesi, en Indonésie, a été publiée sur Wikipédia.
La Wikimedia Foundation a refusé de retirer la photo, car elle estimait que le photographe n’en était pas l’auteur, statuant que c’est en fait la macaque qui avait attrapé l’appareil photo de Slater et, en appuyant sur le déclencheur, avait pris une série de clichés aléatoires. L’affaire a beaucoup égayé la réunion annuelle de Wikipédia (la Wikimania) qui se tenait à Londres du 6 au 10 août 2014, les participants se prenant à tour de rôle en photo aux côtés de la macaque, à commencer par Jimmy Wales, le fondateur de l’encyclopédie Wikipedia, prenant un selfie devant un écran montrant l'une des deux images incriminées du macaque,.
Le 19 août 2014, le Bureau américain des brevets, qui dépend de la Bibliothèque du Congrès, a tranché la polémique, en précisant qu’échappent à la protection intellectuelle les photos prises par des singes : « Le bureau n’enregistrera pas de travaux produits par la nature, les animaux ou les plantes. ». Il ajoute :

« De même, le bureau ne peut enregistrer le travail attribué à des êtres divins ou surnaturels, bien que le bureau puisse enregistrer un travail dans lequel ceux qui font la demande [de protection] affirment que ce travail a été inspiré par un esprit divin. »

### Selfies volés de personnalités
Une autre polémique est née en 2014 quand de nombreux selfies piratés de vedettes (comme Jennifer Lawrence, Rihanna ou Kim Kardashian), posant souvent nues (nelfies), ont été publiés sur Internet.

### Selfies risqués

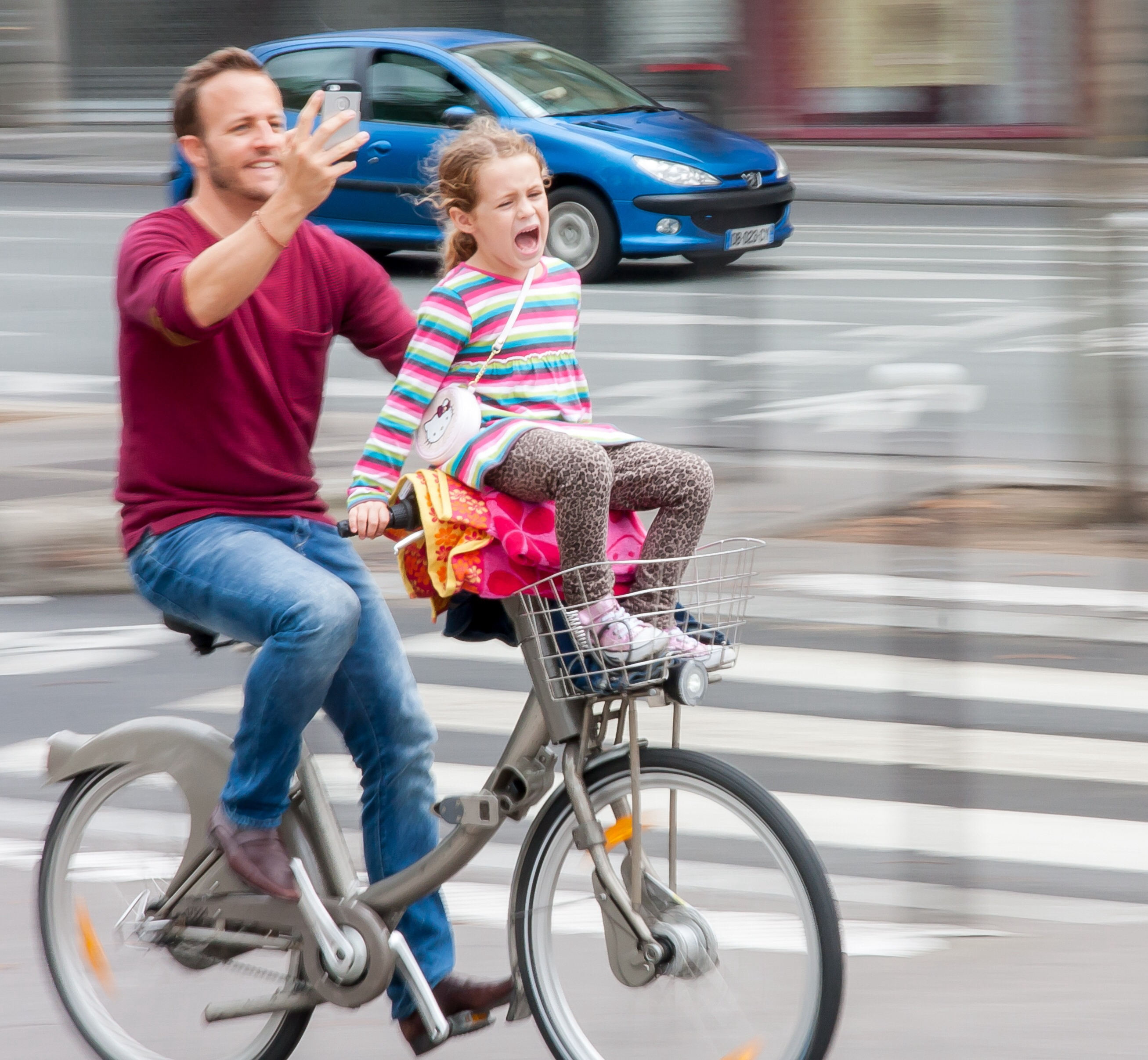
Un selfie risqué sur un Vélib, à Paris.

Le selfie risqué est une mode consistant à se prendre en photo dans une position dangereuse. Le mot killfie (de l'anglais kill et selfie) a été inventé pour désigner un selfie dangereux qui a ou peut entraîner la mort.
D'après une étude américano-indienne publiée en 2016, entre mars 2014 et septembre 2016, 127 personnes sont mortes à cause d'un selfie dangereux. En tête de liste, l'Inde est le pays qui enregistre le plus grand nombre de morts avec 76 décès, (chiffre à comparer par exemple au chiffre annuel le plus élevée jamais enregistré jusqu'alors : 124 personnes attaquées et 8 décès par attaques de requins, en 2016). Les causes sont multiples : chute, noyade, accident de train ou véhicule, armes, électrocution ou encore cause animale.

### Selfies à caractère morbide
Ils consistent à se prendre en photo dans un lieu associé à la mort — un endroit où de nombreuses personnes sont mortes —, devant un camp de concentration, par exemple, ou à Tchernobyl, site d'une catastrophe nucléaire ou dans la ville fantôme voisine : Prypiat.
Diffusés sur les réseaux sociaux, ces selfies ont souvent fait l'objet de protestations, notamment pour des raisons de respect des victimes.
Une « culture de l'exhibition » est parfois citée pour expliquer ce type de pratique, même si ses motivations peuvent être plus complexes.

### Selfies, troubles de l'image de soi, cosmétique et chirurgie faciale
L'utilisation des réseaux sociaux plus ou moins basés sur la photographies et les selfies, notamment chez les enfants, adolescents et jeunes adultes, a explosé depuis 2010 environ. Ils exercent une pression sociopsychologique considérable, encore exacerbée par des outils nouveaux de traitement des selfies, notamment chez les adolescentes peut générer ou  exacerber des pathologies spécifiques de santé mentale comme :
- la dysmorphophobie, c'est-à-dire la préoccupation ou la crainte obsédante d'être laid, malformé, ou non-conforme à ce que l'on imagine être les canons de la beauté ; ce trouble psychologique ou psychiatrique lié à un aspects physique, parfois totalement imaginé[74], mais vécu, parfois douloureusement, peut devenir très envahissant. Être objectivement conscient de son schéma corporel et de son apparence est très différent de vivre l'anxiété paralysante caractéristique du trouble dysmorphique corporel (BDD), un problème de santé mentale proche du trouble obsessionnel-compulsif[75]. La personne ressent alors de l'anxiété avant et pendant les photos, appels vidéo, en public, et imagine que d'autres surveillent ces 'défauts' dans l'apparence physique[75]. Un cas particulier de BDD est la dysmorphie faciale où la personne concentre son attention sur les défauts supposés de son visage (problème de poids, nez jugé trop grand, oreilles décollées, peau marbrée, rides, acné, cicatrices), pensant devoir changer ou limiter les interactions sociales. 
Ces manifestations sont parfois « délirantes »[76]. Ce type de sensations semble très exacerbé par la mode du selfie, mais aussi par le développement des téléréunions en « facetime » (une expression-valise a été inventé pour ce dernier cas : Zoom Dysmorphia)[75] ; certains vont chercher à corriger ce qu'ils imaginent être des défauts par des produits cosmétiques[77].

- le syndrome Snapchat dysmorphia (certains parlant même de pandémie à ce propos)[78] : de nouveaux logiciels dits d'intelligence artificielle sont intégrés dans certains smartphones 'améliorés' pour le selfie ou fournis (depuis 1995) par Snapchat ou d'autres plateformes. Ces « filtres embellisseurs » permettent d'encadrer, modifier, vieillir, rajeunir, adoucir ou humoristiquement déformer le visage, via des galeries de filtres téléchargeables[79],[80] ou via des applications comme Instagram, Snapchat ou Meitu par exemple. Ils permettent de subtilement modifier la photo, afin de la rendre conforme aux canons supposés de la beauté, par exemple en effaçant le rides, les boutons, cicatrices, en changeant les couleurs de la peau, en blanchissant les dents, etc. Meitu dit retoucher plus de 6 milliards de photos par mois. 
Ce type de « retouches esthétiques » peut induire chez l'utilisateur un trouble psychiatrique lié à la différence perçue entre son vrai visage observé dans le miroir ou sur des photos normales, et l'image fausse du soi « embelli », Image de son corps ou de son visage que l'on a éventuellement largement diffusé sur les réseaux sociaux. 
Depuis la fin des années 2010, de nombreuses études scientifiques montrent que les « distorsions nasales » induites par la photographie à courte distance (surtout si la caméra est grand angle) sont source d'une tendance nouvelle[81], marquée par une forte augmentation des demandes de réduction de la taille du nez auprès des chirurgiens esthétique chez les usagers des réseaux sociaux[82],[83],[84]. Selon l'Académie Américaine, 42 % des chirurgiens ont eu affaire à des patients voulant reconstruire leur visage et en particulier leur nez pour mieux soigner leur image dans les réseaux sociaux (« complexe du gros nez »)[85]. Les assistants numériques de retouche photo modifient aussi la demande de chirurgie plastique de la bouche et de la dentition[86],[87] et des yeux[88] ou de la face[89]. La souffrance de ces patients est réelle, mais ils ont plus besoin de conseils et d'accompagnement psychologique que de chirurgie estiment concluaient Ramphul et Mejias en 2018[90].

- les séquelles physiques et psychologiques de défis relevés sur les réseaux sociaux… Les pédiatres observent une augmentation de problèmes dermatologiques faisant suite à des défis relevés sur des réseaux sociaux (ex : lèvres Kylie Jenner, défi du sel et de la glace, défi du déodorant, défi de la gomme, défi du feu ou défi de l'eau chaude, source de morbidités chez les enfants et adolescents parfois mal repérés par les cliniciens[91]. La séquelle dermatologique devient à son tour une source d'angoisse quand elle est visible sur le selfie.

## Accidentologie
Le nombre de décès des suites d'un selfie a atteint 93 en 2017 et 259 de 2011 à 2017. Au moins 379 personnes sont mortes entre janvier 2008 et juillet 2021, dont 31 entre janvier 2021 et juillet de la même année, selon une étude rédigée par sept scientifiques espagnols pour la Fondation iO, publiée dans le Journal of Travel Medicine).
Sur les sept premiers mois de 2021, 31 morts par selfie ont été identifiées par cette fondation, soit un décès par semaine en moyenne.

## Exemples

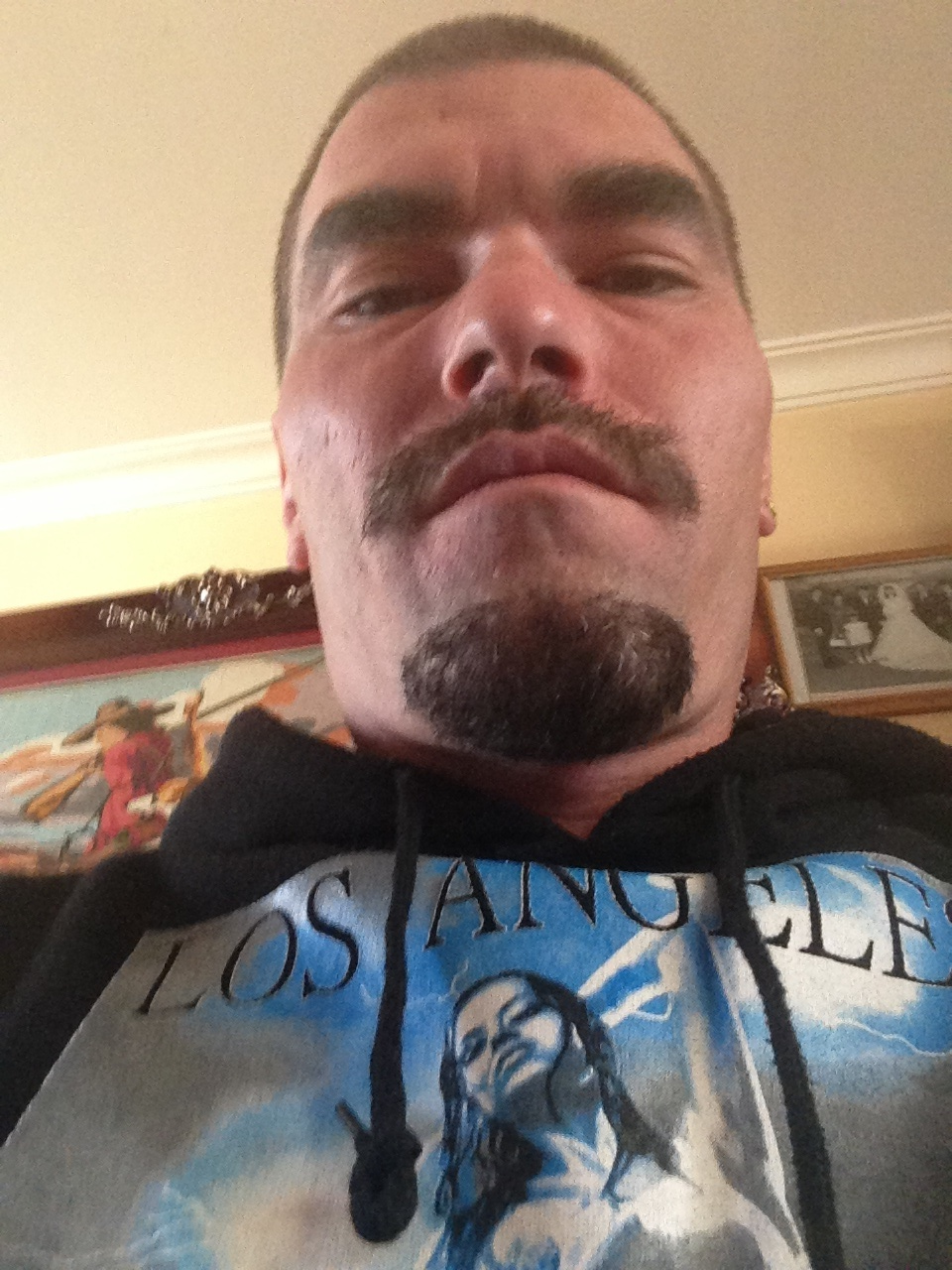
Selfie en contre-plongée.
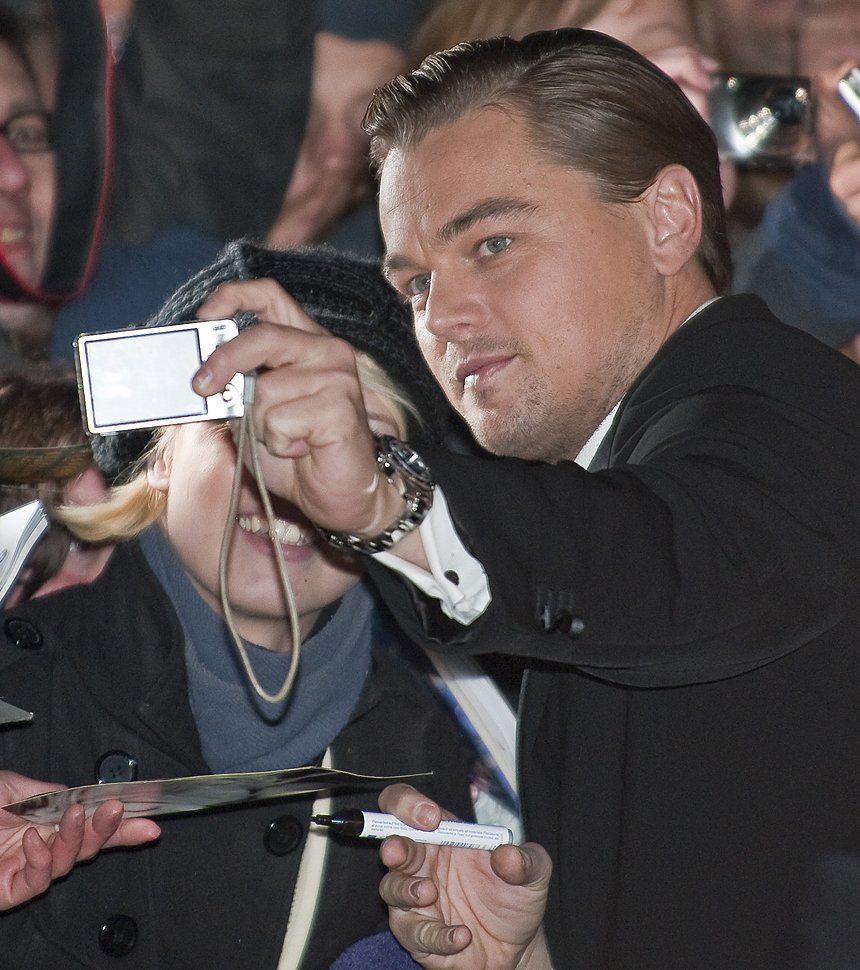
Un selfie avec une célébrité, ici Leonardo DiCaprio.
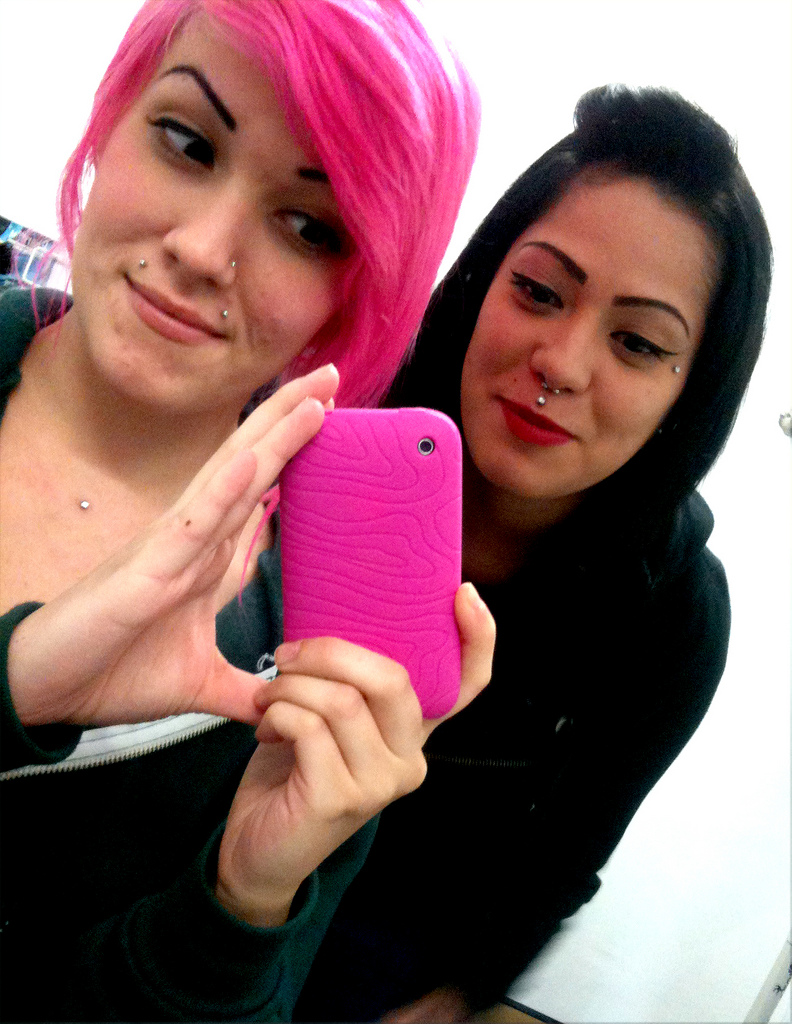
Un duo selfie.
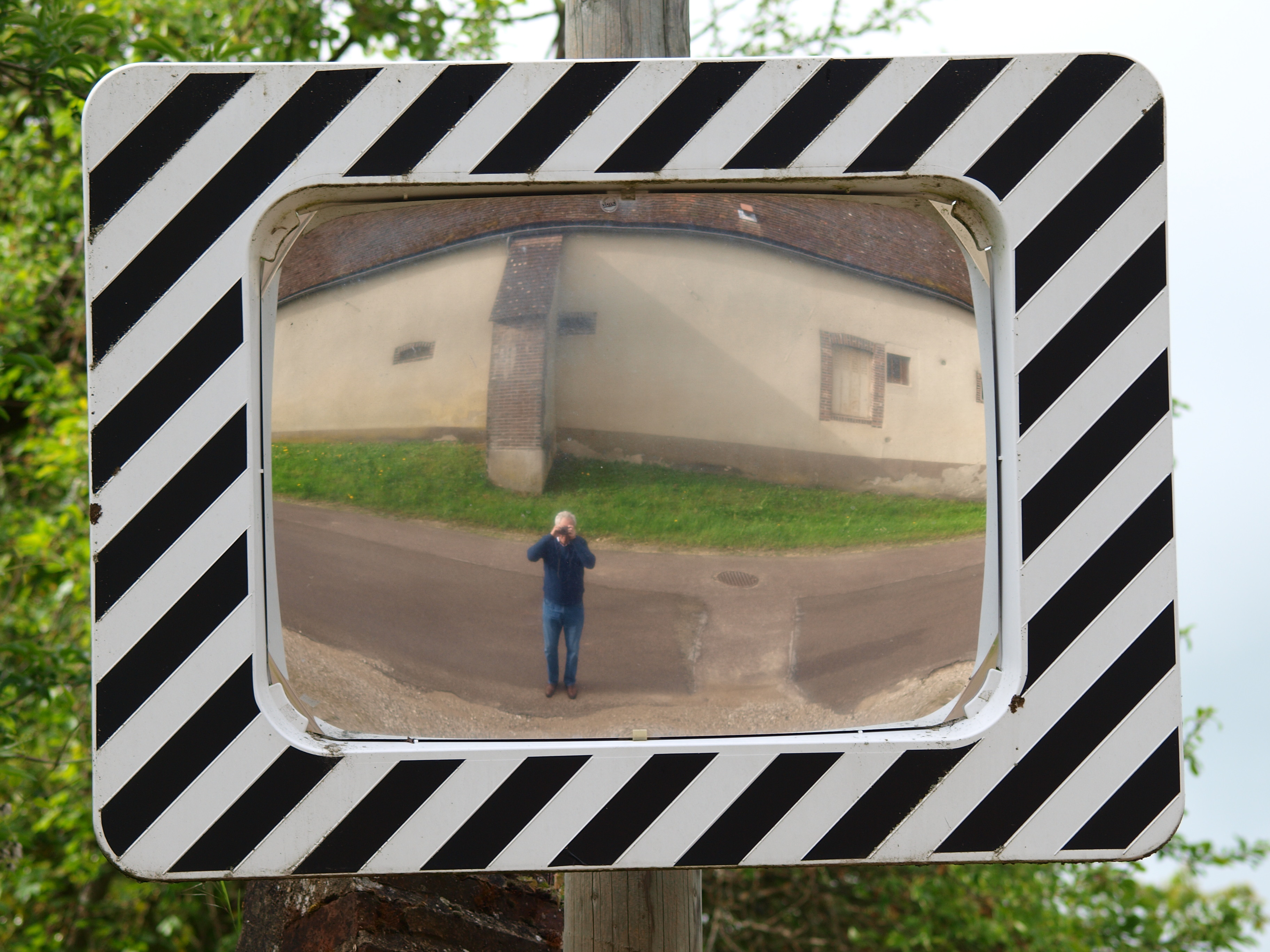
Selfie au téléobjectif, par le truchement d'un miroir routier.
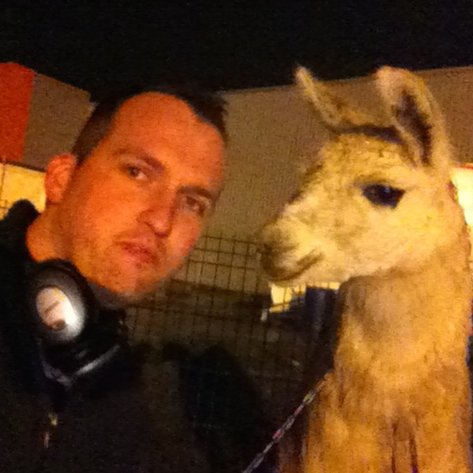
Photobomb avec « Serge le lama ».
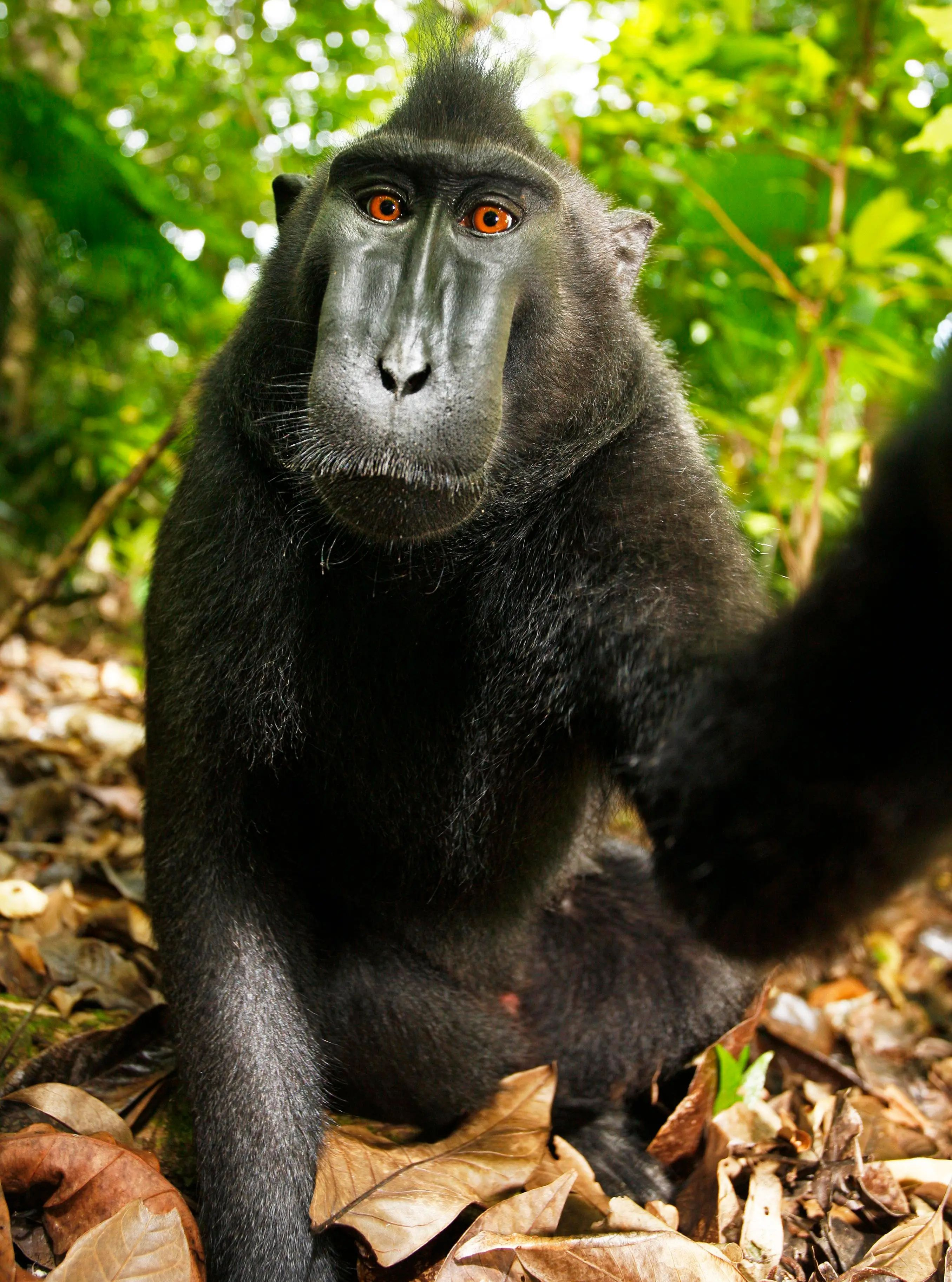
Autoportrait d'un macaque nègre.
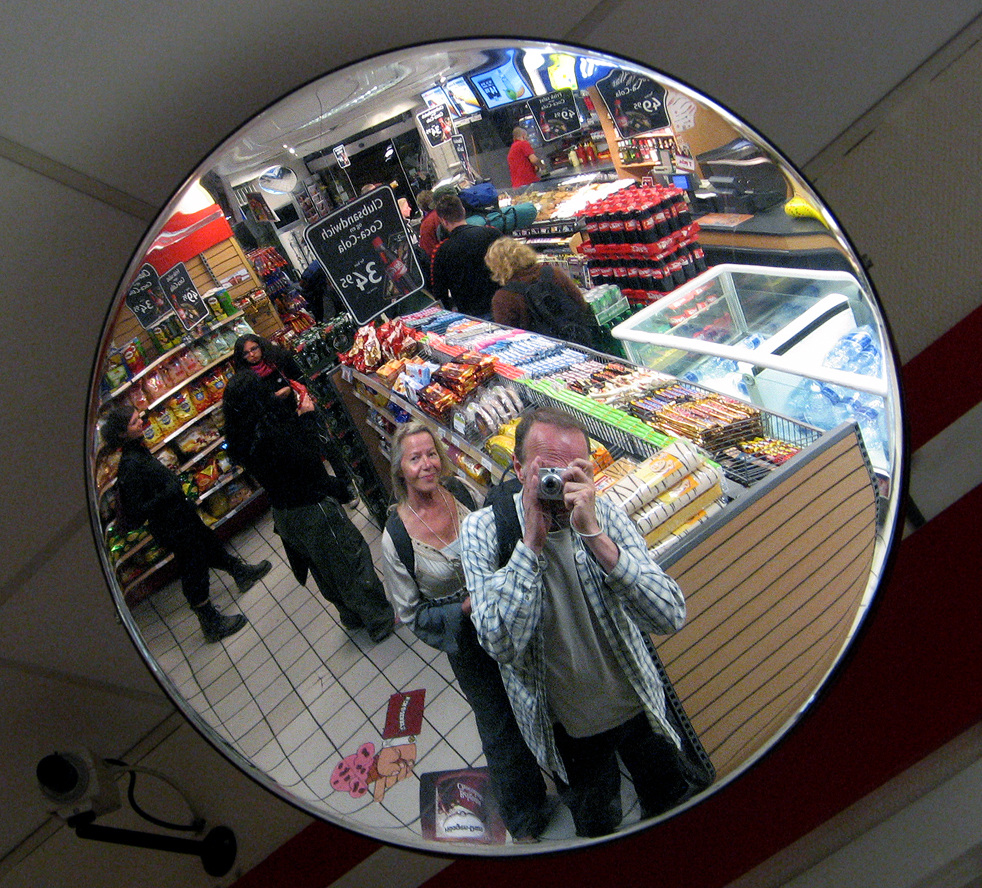
Selfie dans un miroir de surveillance.
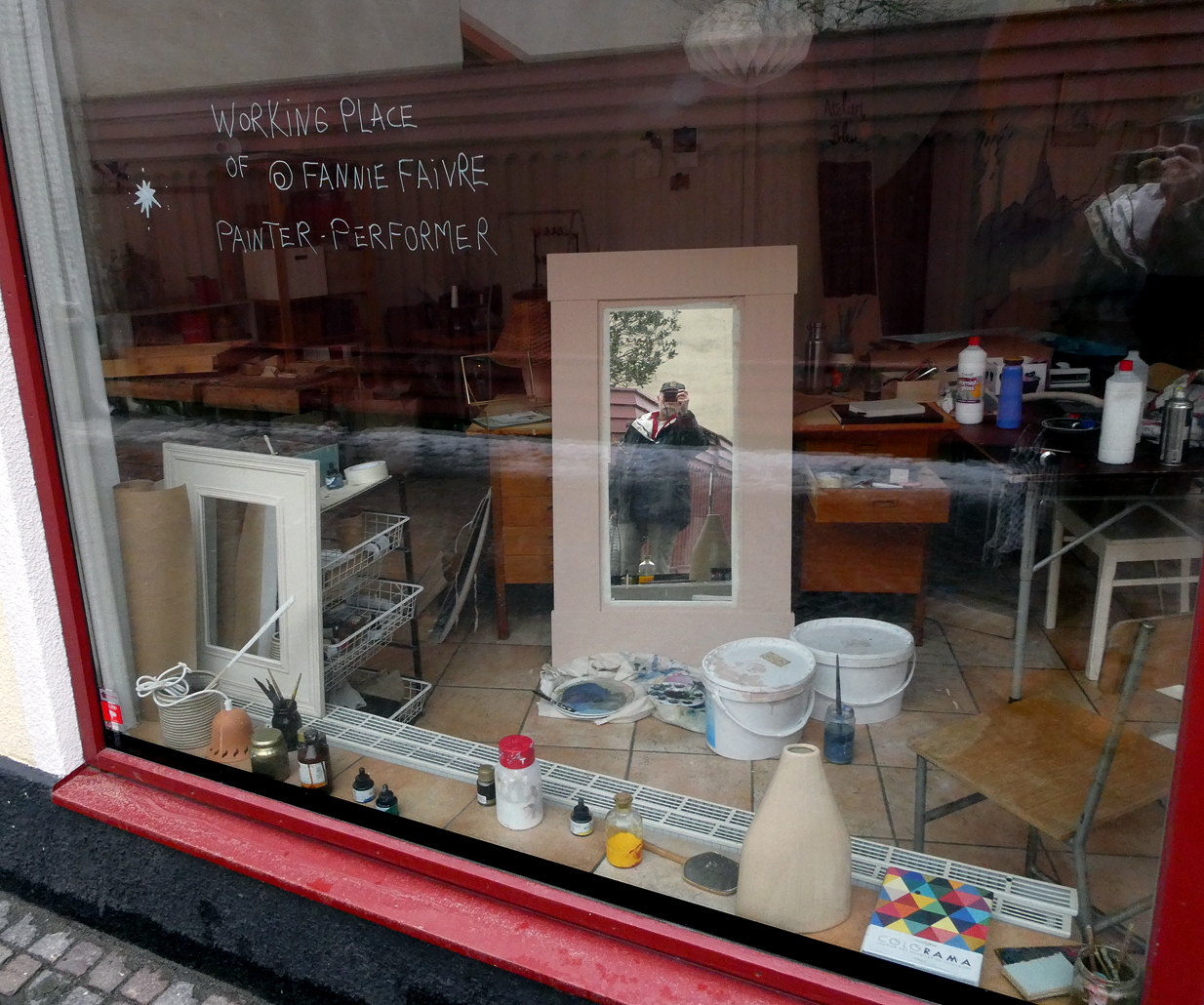
Selfie dans un miroir dans une fenêtre.